# Myotis weberi
Myotis weberi (Jentink, 1890) è un pipistrello della famiglia dei Vespertilionidi endemico di Sulawesi.

## Descrizione

### Dimensioni
Pipistrello di piccole dimensioni, con la lunghezza della testa e del corpo di 57 mm, la lunghezza dell'avambraccio tra 49,7 e 53,5 mm, la lunghezza della coda di 42,5 mm, la lunghezza del piede di 12 mm e la lunghezza delle orecchie di 16,5 mm.

### Aspetto
Il colore generale del corpo è arancione scuro con la base dei peli nerastra e la punta più scura. Il muso è corto, appuntito e con le narici leggermente tubulari. Le orecchie sono relativamente corte, strette, arancioni con i bordi nerastri e con un incavo sul bordo posteriore appena sotto l'estremità appuntita. Il trago è lungo, affusolato, con il margine anteriore dritto e con un lobo triangolare alla base di quello posteriore. Le ali sono arancioni, con le membrane tra le dita nere e attaccate posteriormente alla base dell'alluce. I piedi sono piccoli e nerastri. La coda è lunga ed inclusa completamente nell'ampio uropatagio, il quale è arancione. Il calcar è sottile e privo di carenatura.

## Biologia

### Alimentazione
Si nutre di insetti.

## Distribuzione e habitat
Questa specie è diffusa sull'isola indonesiana di Sulawesi.

## Conservazione
Questa specie è considerata dalla IUCN una sottospecie di M.formosus.